# Къпиновци
Къпиновци е село в Североизточна България. То се намира в община Исперих, област Разград.